# 开鲁新村

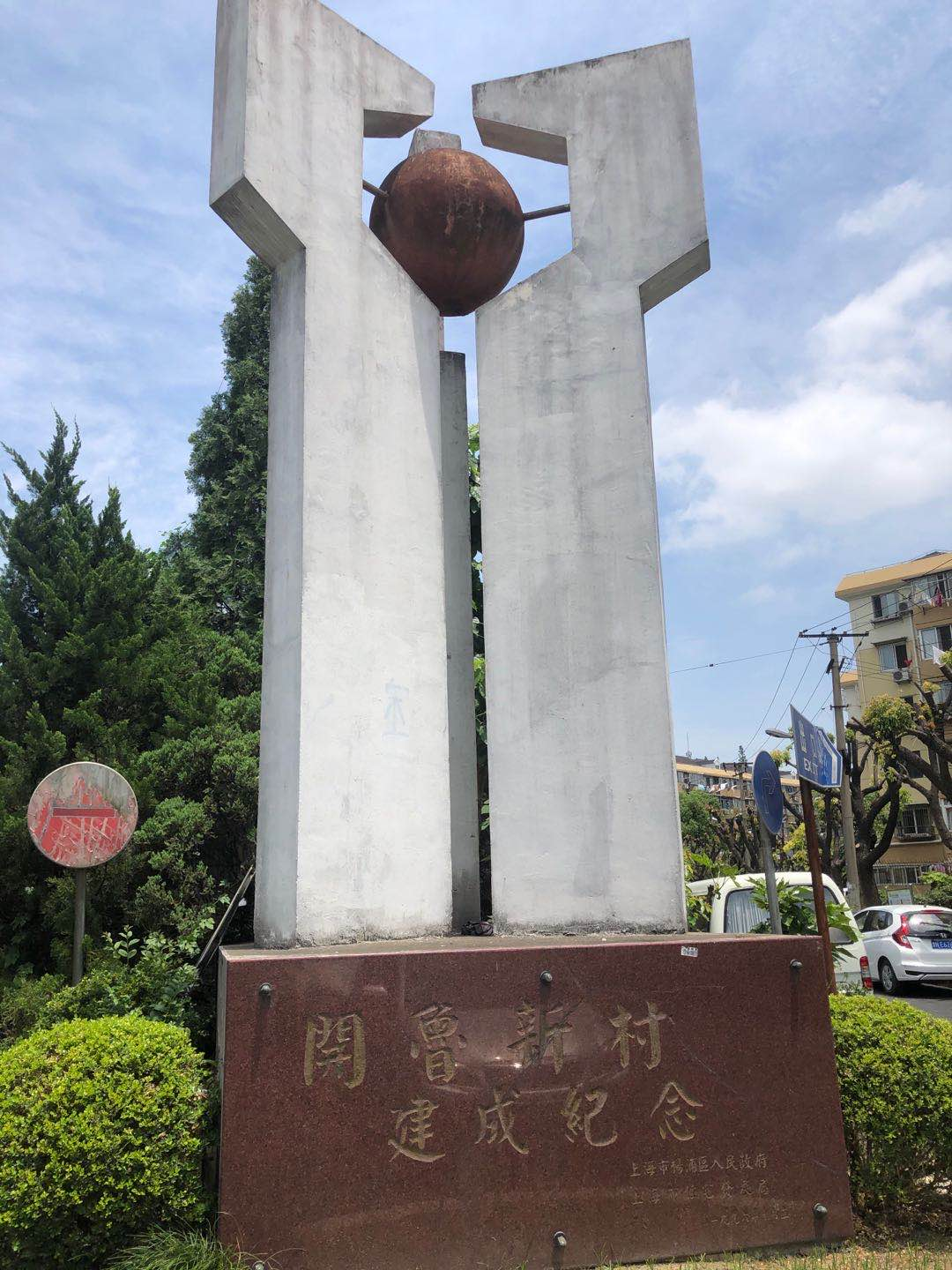
開魯新村建成紀念

开鲁新村是中華人民共和國上海市楊浦區東北部的一個大型居民社區，得名於開魯路。占地45公顷，建築面積55.5萬平方米，開魯新村分為六個部分，分別為開魯一村、開魯二村、開魯三村、開魯四村、開魯五村、開魯六村。開魯新村於1987年建立。